# Externhandel

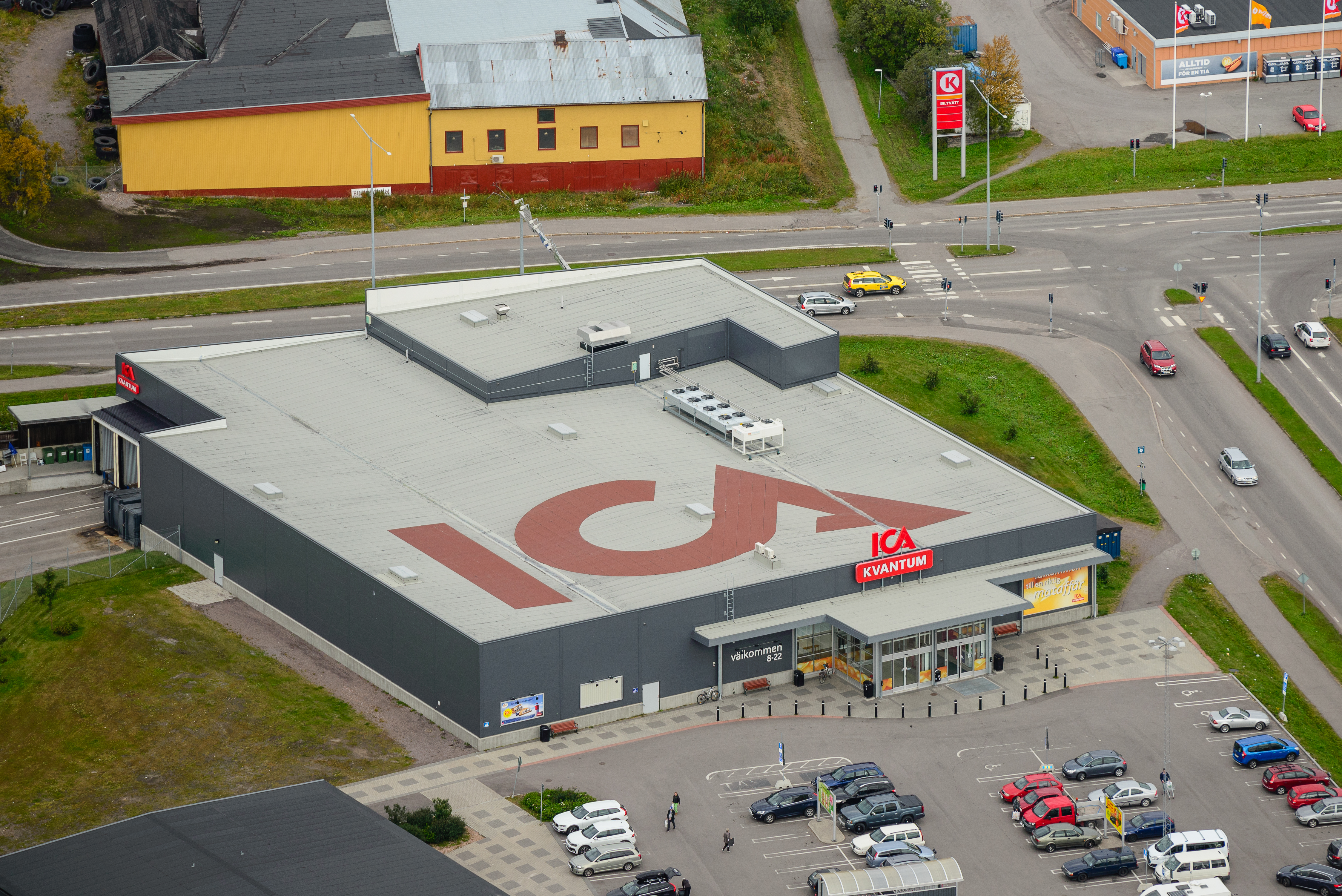
Livsmedelsbutik i Kiruna belägen utanför centrum.

Externhandel är ett handelsområde som ligger utanför stadsdels- eller tätortscentrum. Stormarknadskedjor förlägger ofta sin verksamhet som externetableringar, då marknaderna till sin natur är stora och vanligtvis riktar sig till en bilburen köpkrets. I externa områden är marken billigare än motsvarande yta i centrala delar och samverkan med andra kedjor är inte ovanlig, i form av köpcentrum som rymmer flera butiker under samma tak. Miljörörelsen samt organisationer för äldre och funktionshindrade har kritiserat utbyggnaden av externhandel för att etableringarna utanför tätorts- och förortscentrum gör handeln svårtillgänglig för den som inte har bil. Miljörörelsen hänvisar till forskningsrapporter som visar att det ökade bilberoendet vid inköp bidrar till ökade utsläpp, mer buller och ökat behov av hårdgjorda ytor.